# 2000 mil, 400 nätter
2000 mil, 400 nätter utkom 2003 och är Carl-Johan Vallgrens fjärde album där han har gått över till ett rockigare sound. Inspelad av Christian Edgren och Johan Johansson på Traxton Recording & Lennonplant Ståkkålm. Producerad av Johan Johansson. Melodin  Hösten har kommit testades på Svensktoppen den 19 oktober 2003, men lyckades inte ta sig in på listan.

## Låtar
1. Nu när sommaren är här
2. Brev till Isabelle
3. För länge sedan när du var barn (Uret räknar ner)
4. Snart, i landet Sverige
5. Hösten har kommit
6. Ann-Katarin (Vals för en förlorad kärlek)
7. Ballad om ett mord
8. Om du tog allting tillbaka
9. 2000 mil, 400 nätter
10. Min ryska drottning av Berlin
11. Maria, det blev vår dag (Om allt jag såg på vägen hit)

## Musiker
- Carl-Johan Vallgren: sång och akustisk gitarr
- Nicholas Oja: elbas och kontrabas
- Rasmus Faber: klaviatur och kör
- Bobo Ölander: trummor och percussion
- Thomas Eby: percussion och kör
- Niko Röhlcke: sologitarrer, pedal steel, mandolin och dragspel
- Johan Johansson: gitarr, percussion och kör
- Christian Edgren: percussion
- Frans Lennon Lekander: percussion